# Політична педофілія
Політична педофілія — узагальнююче поняття, з яким ототожнюють практику використання образу дитини як інструмента пропаганди, для досягнення будь-яких політичних цілей у суспільстві або використання дітей як мішені для пропаганди з метою отримати опосередкований вплив батьків учнів шкільного віку чи студентів початкових курсів. З такою метою, в залежності від віку дітей, можуть виготовлятись тематичні малюнки, паралельні до справжніх «учнівські» вибори, організація подарунків чи свят для дітей певною політичною силою, плакати, поробки на образотворчих уроках, наявність банерів чи рекламних матеріалів на шкільних заходах. Не дивлячись на ювенільний вік, недостатній для голосувань, пропаганда здійснює таким чином вплив на самих батьків шляхом створення у голові дитини образу повноцінної громадянської сім'ї, при умові підтримки певного лідера чи участі у незаконних виборах. Факти організації виборів для учнів паралельно з виборами президента РФ, де учень захоче прийти проголосувати на «своїх», факти медіа-присутності партії «Єдиної Росії» у сучасних школах РФ широко висвітлені опозиціонером Олексієм Навальним.[джерело?]
Цей прийом використовується досить давно і враховує психологічну схильність людини до захисту свого потомства. Активно використовувався в фашистській Німеччині, та Радянському Союзі як ширма за якою приховувались істинні, звірячі мотиви. На разі активно використовується Російською Федерацією у війні проти України.